# Melanagromyza spenceri
Melanagromyza spenceri är en tvåvingeart som beskrevs av Mitsuhiro Sasakawa 1963. Melanagromyza spenceri ingår i släktet Melanagromyza och familjen minerarflugor. Inga underarter finns listade i Catalogue of Life.